# Добачевский, Николай Николаевич
Никола́й Никола́евич Добаче́вский — русский архитектор. Автор дома М. Подгорского, более известного под названием «Замок барона» в Киеве.

## Биография
Николай Николаевич Добачевский происходил из дворян Харьковской губернии, учился в Вольске военной прогимназии близь Саратова. Затем, в октябре 1880-го года, сдал экзамен в Технико-строительном комитете Министерства внутренних дел и получил свидетельство на право "проводить строительство зданий и вообще заведовать работами по Гражданской строительной и дорожной части … которое, впрочем, не дает права называться в Российской империи инженером или архитектором ". С этим свидетельством Добачевский отбыл в Панаму.
Как раз в то время начиналось строительство Панамского канала, и это позволило молодому специалисту приобрести уникальный опыт. Россиянин проявил достаточно способностей, чтобы правительство Колумбии (Панама тогда входила в колумбийской федерации) в сентябре 1883 года отметило его званием гражданского инженера.

## Архитектурная деятельность
Вскоре Добачевский вернулся на родину. Здесь он также неплохо себя зарекомендовал и получил за строительные заслуги подарок от царской семьи — золотые запонки с бриллиантами и сапфирами. Некоторое время «иностранный инженер» Николай Добачевский работал в далекой Иркутской губернии. Оттуда в начале 1892-го 32-летний инженер переехал в Киев, где его профессиональные способности быстро оценили. Он получил несколько значительных заказов. Так, известный домовладелец Фридрих Михельсон поручил ему расширение доходного комплекса по нынешней Пушкинской, 35-37.
Но наиболее престижной оказалась победа Добачевский на конкурсе планов сельскохозяйственной и промышленной выставки 1897 года в Киеве. Выставка должна была образовать целый городок на склонах Черепановой горы. В феврале 1896-го председатель Киевского общества сельского хозяйства князь Николай Репнин заключил с Добачевский соглашение, согласно которому последнему поручалось разработать проект планировки выставочной территории, чертежи всех павильонов, а также управлять их возведением.
Вероятно, тогда же Николай Добачевский познакомился с Михаилом Подгорским — экспонентом выставки, известным аграрием, лесоводом и рыбоводом. Местные архитектурные лидеры не особенно радовались таким успехам новичка. И вот руководитель строительного дела в регионе — губернский инженер Владимир Бессмертный придрался к тому, что в некоторых официальных документах к Добачевский обращались как к инженеру. Началось следствие.
Добачевский объяснял, что никогда не называл себя «русским инженером», а право называться «иностранным инженером» предоставил ему колумбийский патент. Однако недруги продолжали свой натиск. В апреле 1896-го заведующим строительного отдела Киевской выставки назначили Владимира Бессмертного. Вскоре Бессмертный сделал так, что проектирование отдельных павильонов для выставки поручили большой группе киевских зодчих — его друзей. На долю Добачевский пришлось бы устройство птицефермы для водоплавающих.
Между тем до России доходили подробности грандиозной аферы, которая была разоблачена при строительстве Панамского канала, что давало сатирический оттенок самому слову «Панама». Этим немедленно воспользовались недоброжелатели Николая Николаевича, всячески насмехаясь над его «панамским заслугам». Дальнейшая карьера зодчего в Киеве, по сути, была сломана. Дома Подгорского на Ярославовом Валу и Ипполита Дьякова на Николаевской площади (ныне площадь Ивана Франко, 5.) оказались последними из известных киевских сооружений Добачевского.

## Дальнейшая судьба
В киевских строительных документах после 1898 его имя не встречалось.
Имя Николая Добачевского всё же всплыло в связи с кровавым еврейским погромом, который произошел в Киеве в октябре 1905 года. Окружной суд провел следствие, выясняя имена наиболее активных погромщиков. Были опрошены многочисленные свидетели. Один из них — мещанин Нохим Ицкович — показал об октябрьских событиях буквально следующее:

Часов в 12 дня, когда я был на углу Крещатика и Прорезной ул., Сюда подошла патриотическая манифестация, которая направлялась в Думу. Во главе процессии … шел неизвестный мне господин, одетый в чёрное пальто с серебряными пуговицами и серебряными же длинными погонами, на голове у него была фуражка с красным околышем; пожалуй, это форма интенданта. В то время, перед появлением манифестации, толпа громила магазин Хаскельмана, но когда появилась манифестация, толпа приостановилась, и тогда господин в форме, о котором я упомянул, обратился к хулиганам со словами: "Чего же вы перестали работать? Что так слабо? Живее намного! Нам позволено! ". Чиновника, о котором я говорил, я хорошо запомнил и могу его узнать: он высокого роста брюнет, с черными усами и чёрной бородкой … После погрома я описывал некоторым знакомым приметы этого человека, и мне говорили, что, вероятно, это был интендантский чиновник Добачевский.
Поскольку Ицкович сам не был уверен в опознании Добачевского, его свидетельство подвергли проверке. Розыскная часть городской полиции установила за инженером наблюдения. И составила такой букет компрометирующих данных, что к нему подошла бы чуть ли не каждая вторая статья «Уложения о наказаниях» — тогдашнего российского уголовного кодекса.
Из рапорта сыщиков выясняется, что делал Добачевский после краха своих архитектурных замыслов. Он продал имение жены, а деньги проиграл в карты. Затем инженер вообще бросил жену с четырьмя детьми, не оказывая им никакой помощи. Как сообщали в декабре 1905 года полицейские агенты:

Лет около 6-ти назад, он проживал в доме № 47 по Александровской улице (теперь ул. Грушевского, 4). Однажды ночью он, встретив на улице заблудившуюся малолетнюю девочку, уговорил её переночевать у него, а утром он бы отвёл её к родителям. Девочка согласилась, но когда пришла в комнату Добачевский, он покушался на её изнасилование. Девочка в отчаянии хотела было выпрыгнуть на улицу через окно третьего этажа, но когда закричала, прислуга удержала её … Со второй половины 1904 года Добачевский с большими промежутками проживает в отеле «Бристоль», на Николаевской площади (построена им здание на нынешней пл. Ивана Франко, 5). В этом отеле, точно так же, как и в прежних квартирах, Добачевский ничего не платит … Однажды Добачевский покушался на изнасилование номерантки Гете «Бристоль», но прибежавшая на её крик прислуга помешала ему. По отзывам всех квартировладельцев, Добачевский во время проживания в них вел зазорным образ жизни, ничем не занимался и жил в долг.
Под конец русско-японской войны Добачевский согласился отбыть в Маньчжурию в качестве «гражданского чиновника военного ведомства» для работ по полевому дорожном управлению. Ему выдали мундир и более 800 рублей «прогонных и подъемных денег». В Маньчжурию он не поехал, деньги растратил, а в форме с удовольствием хвастался. Когда однажды околоточный потребовал у него документ на право ношения мундира, Добачевский предъявил удостоверение, которое оказалось поддельным. Стало быть, он действительно мог быть замеченным в дни погрома в фуражке и в пальто с погонами.
Политические взгляды, по сведениям полиции, также позволяли заподозрить Добачевский в соболезновании погромщикам:

В Киеве, как известно, возникла партия «Правового порядка» … В члены партии записались лица из разных слоев общества, начиная от некоторых интеллигентных лиц и заканчивая рабочими и сторожами. Записался также в эту партию и Добачевский, который, будучи в заседаниях партии правового порядка, нередко произносил речи, направленные к разжиганию среди христиан ненависти к евреям.
Таким образом, прямых улик против Добачевский в связи с погромами у следствия не оказалось, зато косвенных — сколько угодно. Было предложено лишить его права посещать партийные собрания и носить военную форму. Кроме того, выяснилось, что:

он состоит ныне под следствием у судебного следователя 1-го участка г. Киева по обвинению в растрате вверенного ему для хранения имущества, описанного за частные долги.
Материалы об инженере обрываются на 1906-м году. Отсутствие сведений о нём позволяет предположить, что он или сам переехал в другой город (уж очень неположительная репутация сложилась у него в Киеве), или его все же подвергли ссылке за доказанные проступки.
Приводим выдержку из "летописи города Иркутска" Н.С.Романова: "...18 января 1888 года приехал инженер Н.Н.Добачевский, приглашённый иркутским генерал-губернатором, графом Игнатьевым, для ремонта и устройства Московского тракта между Иркутском и Красноярском. В прошлое лето он находился в составе железнодорожной партии, производившей изыскания на участке между Томском и Ачинском..." А выбыл он из Иркутска тоже в январе, но 1892 года.